# 把柄威胁
Blackmail是一种使用胁迫手段的犯罪行为。犯罪者通常手持把柄或黑材料以恐嚇受害者，若受害人不服從犯罪者要求，犯罪者便會要脅公開相關黑材料。
“Blackmail”在译成中文时常被译作“勒索”、“敲诈”，但“blackmail”并不一定是索要财物，也可以是要求受害者做某些事。